# David Cerqueira
David Cerqueira dos Santos Rodrigues, mais conhecido como David Cerqueira (Rio de Janeiro, 9 de janeiro de 1982) é cantor, compositor, publicitário, designer gráfico e filho de Denise Cerqueira, cantora de sucesso no segmento musical evangélico na década de 90 e que morreu em 1999. Também é fundador da Agência Excellence e da banda Cume do Monte.
É ex-integrante da banda Toque no Altar, da qual foi um dos vocalistas e nela permaneceu até meados de 2006. Seu álbum de estreia lhe rendeu indicação ao Troféu Talento como revelação, considerado o maior prêmio da música cristã nacional.

## Biografia
Cerqueira iniciou sua carreira em 2002, junto ao nascimento do grupo Toque no Altar. No grupo, compôs e cantou músicas nos discos Restituição e Toque no Altar.
Entre 2002, junto com quatro amigos (incluindo seu irmão Daniel Cerqueira), formaram o grupo Cume do Monte e em setembro daquele ano lançaram um álbum homônimo.
Poucos anos depois, foi indicado ao Troféu Talento 2007 como Revelação Masculina e Melhor álbum de Rock.
Em 2010, lançou o segundo CD do Cume do Monte, intitulado Me Encontre Outra Vez
Em abril de 2012, o cantor lançou o álbum Do Outro Lado, com produção musical de Wagner Derek e gráfica do artista. O disco foi lançado de forma independente.
Em 2016, lançou Eis o Rei com canções inéditas e incluindo a regravação de "Venha o Teu Reino", composição autoral que foi gravada, inicialmente, pelo cantor Davi Sacer. No ano seguinte, apresentou o EP Live, com regravações ao vivo.
Em 2018, assinou contrato com a Sony Music Brasil e lançou singles.

## Discografia
- 2006: Cume do Monte
- 2010: Me Encontre Outra Vez
- 2012: Do Outro Lado
- 2016: Eis o Rei
- 2017: Live